# Punto materiale

La massa grigia può essere semplificata rappresentandola come un punto materiale (ossia un corpo puntiforme dotato di massa). In fisica quest'approssimazione è utilizzata per descrivere la dinamica di corpi estesi quando è possibile trascurarne la struttura interna (come nel caso dell'approssimazione di corpo rigido). Nell'immagine il corpo (in grigio) è approssimato come un punto materiale nel suo centro di massa (in nero). Tutta la massa del corpo è concentrata in un punto.

Si definisce punto materiale, in fisica, un corpo le cui dimensioni siano trascurabili rispetto al fenomeno in studio. Ad esempio un pianeta può essere considerato un punto materiale in un problema di meccanica celeste, un atomo in un problema di meccanica statistica e così via.

## Descrizione
In generale un punto materiale è solamente caratterizzato dalle tre coordinate spaziali, dalle relative velocità e dalla sua massa. Ciò significa che la schematizzazione di un corpo come punto materiale equivale a trascurare l'esistenza dei suoi gradi di libertà interni: un punto materiale non può immagazzinare energia ruotando su se stesso, scaldandosi o comprimendosi elasticamente. 
Tutti questi fenomeni, per essere descritti necessitano di una modellizzazione del corpo più dettagliata: sempre rifacendoci ad un esempio concreto un pianeta può essere trattato come corpo rigido, piuttosto che come punto materiale, se si è interessati alla sua rotazione. L'utilità del concetto di punto materiale sta nel poter associare al corpo un punto geometrico e quindi poter operare nello spazio cartesiano con i metodi della geometria analitica.

### Consistenza con i principi della dinamica
La possibilità di trattare un corpo qualunque come punto materiale non è scontata. Infatti, in meccanica classica, per un punto materiale vale rigorosamente il secondo principio della dinamica:

{\displaystyle {\vec {F}}=m{\vec {a}}}

e, perché un sistema esteso possa essere approssimato come un punto materiale deve essere possibile confondere l'accelerazione del suo centro di massa con l'accelerazione del punto materiale che lo rappresenta. Analogamente deve essere possibile identificare la risultante delle forze agenti sul corpo con la forza agente sul punto materiale che lo rappresenta.
Ciò è possibile soltanto perché vige per i sistemi estesi la prima equazione cardinale della dinamica, ovvero:

{\displaystyle \Sigma _{i}{\vec {F_{i}}}=m{\vec {a}}_{CM}}

dove {\displaystyle F_{i}} sono le forze agenti sul corpo (la cui somma a primo membro è appunto la risultante) e {\displaystyle {\vec {a}}_{CM}} è l'accelerazione del centro di massa del corpo.
Diversamente {\displaystyle {\vec {F}}=m{\vec {a}}} e la rappresentazione di punto materiale si applicherebbero solo ad eventuali costituenti elementari realmente privi di struttura interna, ma sarebbero inapplicabili ai corpi estesi. Sarebbe quindi impossibile rappresentare come punto materiale un qualunque corpo di cui sia possibile trascurare i gradi di libertà interni.

## Trattazione analitica
È possibile dare una descrizione matematicamente rigorosa del punto materiale attraverso l'uso dell'analisi funzionale e della distribuzione delta di Dirac.
Supponiamo di avere un corpo di massa m = 1 kg di forma cubica (anche se la forma non è essenziale). Se lo spigolo del cubo è {\displaystyle l_{n}={\frac {1}{n}}}, con n intero positivo, la densità del cubo deve essere:
{\displaystyle \rho (x,y,z)=\left\{{\begin{matrix}0,&{\mbox{se }}\operatorname {max} (|x|,|y|,|z|)>1/2n\\n^{3},&{\mbox{se }}\operatorname {max} (|x|,|y|,|z|)\leq 1/2n\end{matrix}}\right.}
in modo tale che la densità, integrata su tutto lo spazio, dia 1:
{\displaystyle \iiint _{\mathbb {R} ^{3}}\rho {\mbox{d}}x{\mbox{d}}y{\mbox{d}}z=n^{3}\int _{-1/2n}^{1/2n}{\mbox{d}}x\int _{-1/2n}^{1/2n}{\mbox{d}}y\int _{-1/2n}^{1/2n}{\mbox{d}}z=n^{3}\left({\frac {1}{n}}\right)\cdot \left({\frac {1}{n}}\right)\cdot \left({\frac {1}{n}}\right)=1}
Interpretando la funzione densità come un funzionale {\displaystyle F_{n}} sullo spazio delle funzioni di prova {\displaystyle \varphi } su {\displaystyle \mathbb {R} ^{3}}, si dimostra facilmente la convergenza (nel senso delle distribuzioni) al funzionale delta di Dirac:
{\displaystyle \lim _{n\rightarrow \infty }\left|F_{n}-\varphi (0,0,0)\right|=\lim _{n\rightarrow \infty }\left|\iiint _{\mathbb {R} ^{3}}\rho \varphi (x,y,z){\mbox{d}}x{\mbox{d}}y{\mbox{d}}z-\varphi (0,0,0)\right|=}
{\displaystyle =\lim _{n\rightarrow \infty }\sup _{|x|,|y|,|z|\leq 1/2n}\left|\varphi (x,y,z)-\varphi (0,0,0)\right|=0}
dove l'ultimo passaggio è dovuto alla continuità di {\displaystyle \varphi } in un intorno dell'origine.
In altre parole, per n che tende all'infinito, il funzionale {\displaystyle F_{n}(\varphi )} restituisce proprio la funzione di prova {\displaystyle \varphi } calcolata nell'origine: ma questa è proprio la definizione di delta di Dirac. Più fisicamente, si osserva che all'aumentare di n la densità esplode all'infinito, mentre il cubo diventa sempre più piccolo; le cose però si bilanciano al momento di calcolare la massa del corpo, che risulta essere sempre uguale a 1.